# Patinatge artístic als Jocs Olímpics d'hivern de 2010
Als Jocs Olímpics d'Hivern de 2010 celebrats a la ciutat de Vancouver (Canadà) es disputaren quatre proves de patinatge artístic sobre gel, una en categoria masculina, una altra en categoria femenina i dues en categoria mixta per parelles.
Les proves es disputaren entre els dies 14 i 27 de febrer de 2010 a les instal·lacions del Pacific Coliseum.

## Comitès participants
Hi participaren un total de 146 patindors, entre ells 73 homes i 73 dones, de 31 comitès nacionals diferents.
| - Alemanya (8) - Austràlia (1) - Àustria (2) - Bèlgica (2) - Canadà (12) - Corea del Nord (1) - Corea del Sud (2) - Eslovàquia (1) - Eslovènia (2) - Espanya (2) - Estats Units (15) | - Estònia (5) - Finlàndia (3) - França (8) - Geòrgia (3) - Hongria (3) - Israel (2) - Itàlia (9) - Japó (8) - Kazakhstan (2) - Polònia (4) | - Regne Unit (7) - Txèquia (4) - Romania (1) - Rússia (16) - Suècia (1) - Suïssa (4) - Turquia (1) - Ucraïna (7) - Uzbekistan (1) - R.P. de la Xina (9) |

## Resum de medalles

### Categoria masculina
| Prova              | Or           | Argent           | Bronze            |
| Individual Detalls | Evan Lysacek | Evgeni Plushenko | Daisuke Takahashi |

### Categoria femenina
| Prova              | Or        | Argent    | Bronze           |
| Individual Detalls | Kim Yu-Na | Mao Asada | Joannie Rochette |

### Categoria mixta
| Prova            | Or                                     | Argent                                   | Bronze                                     |
| Parelles Detalls | R.P. de la Xina Shen Xue · Zhao Hongbo | R.P. de la Xina Pang Qing · Tong Jian    | Alemanya Aliona Savchenko · Robin Szolkowy |
| Dansa Detalls    | Canadà Tessa Virtue · Scott Moir       | Estats Units Meryl Davis · Charlie White | Rússia Oksana Domnina · Maxim Shabalin     |

## Medaller
| Posició | País            | Or | Argent | Bronze | Total |
| 1       | Estats Units    | 1  | 1      | 0      | 2     |
| 1       | R.P. de la Xina | 1  | 1      | 0      | 2     |
| 3       | Canadà          | 1  | 0      | 1      | 2     |
| 4       | Corea del Sud   | 1  | 0      | 0      | 1     |
| 5       | Japó            | 0  | 1      | 1      | 2     |
| 5       | Rússia          | 0  | 1      | 1      | 2     |
| 7       | Alemanya        | 0  | 0      | 1      | 1     |
|         |                 |    |        |        |       |
| Total   | Total           | 5  | 3      | 4      | 12    |